# 천안문
천안문(중국어 정체자: 天安門, 병음: Tiān'ānmén 톈안먼[*])은 베이징의 황성의 남문이다. 자금성의 남쪽, 톈안먼 광장의 북쪽에 있다. 중화인민공화국의 국장에 들어가 있을 정도로 국가를 대표하는 상징물이며, 가장 유명한 랜드마크들 중 하나이기도 하다. 천안문은 1420년에 명나라의 영락제가 처음으로 지었으며, 이후 명나라, 청나라, 중화민국 대륙 시기를 거쳐 현재에 이르게 되었다.

## 이름
천안문의 만주어는 '하늘의 평안한 문'이라는 뜻이며 한문으로는 '명을 따르고 하늘을 섬겨 나라를 평안하게 하고 백성을 다스린다'(受命于天, 安邦治民)는 뜻인데, 이것을 간략화한 것이 '천안'으로서, 천안이라는 간략화한 말은 위의 만주어와 중국어의 뜻 모두와 통한다. 덧붙여 옛날 자금성의 북쪽에 있는 경산 위쪽으로 <지안문>(地安門)이, 각각 동서쪽에 동안문과 서안문이 있었다. 이를 하여 천안문의 별명이 변명이라고도 한다.

## 역사
천안문의 장소에 지어진 최초의 성문은 자금성을 건설한 명나라의 영락제 시대에 난징 황궁의 본을 따 1420년에 건설된 <승천문>(承天門)이다. 이 문은 1457년 낙뢰로 소실되자 성화제가 공부에 재건을 명하였고, 이로인하여 1465년에 재건되었다. 이때 승천문은 패방의 형태에서 현재와 비슷한 거대한 성문 모습으로 모양이 바뀌었다. 허나 천안문은 1644년의 이자성의 북경 공격으로 명조가 멸망했을 때 같이 소실되었으며, 현재의 문은 청나라 순치 8년(1651년)에 재건된 것으로, 이 때에 현재의 〈천안문〉이라고 하는 이름으로 바뀌었다. 천안문은 이후 청나라 기간 동안 황궁의 성문으로 쓰이는 한편 천안문의 맞은편 구역은 팔기의 일원인 양람기에서 관할을 맡았다. 중화인민공화국이 1949년 10월 1일에 건국되며 중화인민공화국의 소관으로 들어갔다. 천안문은 노후화로 인하여 1969년과 1970년에 사이에 대대적인 개보수 작업을 거쳤다. 천안문이 중국의 상징이었기에, 저우언라이 총리는 이번 기회에 천안문에 난방 기구, 엘리베이터, 수도관 등을 새롭게 설치하게 하였고, 이 사실을 비밀에 부쳤다.
자금성의 정문으로 오해하는 사람들이 많으나, 자금성의 정문은 오문(午門)이며, 천안문은 베이징 황성의 남문이다.

## 구조
천안문은 5개의 통로를 뚫은 성벽 위에 목조 누각을 지은 중국의 대표적인 성문 건축이다. 누각 가운데는 현재, 중국 정부 요인이 여러 행사일에 천안문에 설 때의 전후 휴식을 취하기 위한 의자나 소파가 놓여 있다. 이전에는 성벽 5개의 통로 가운데, 중앙의 큰 통로는 황제용이었다. 길이는 66m이며, 너비는 37m, 높이는 32m이다. 지붕은 다른 황성 건축물들과 같이 황금색 기와로 덮여 있으며, 잡상들이 위에 올라가 있다.

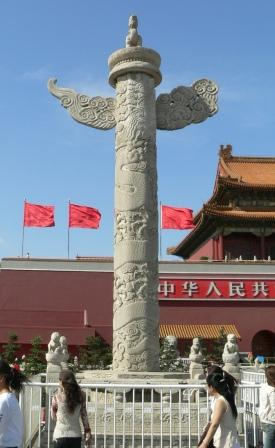
천안문의 화표

2개의 사자상이 천안문 앞에 세워져 있고, 다리에도 2개의 사자상이 또 세워져있다. 중국에서는 예로부터 사자가 악령들을 쫓아내 준다고 믿었다. 천안문 앞에는 꼭대기에 동물상이 올라가 있는 2개의 돌기둥이 서있는데, 이를 화표라고 한다. 본디 화표는 평민들이 이 돌기둥에 탄원서를 써붙이거나 글을 붙여 황제에게 건의하는 용도로 세워졌으나, 천안문 앞의 화표는 순전히 장식적인 용도이다.
가운데에는 마오쩌둥(멀뚱)의 초상화가 걸려 있고(국공내전 이전에는 1945년 종전부터 장제스의 초상화가 걸려 있었다. 이후에는 철거.), 양쪽에는 각각 "중화인민공화국 만세 세계인민대단결 만세"(중국어 간체자: 中华人民共和国万岁 世界人民大团结万岁, 정체자: 中華人民共和國萬歲 世界人民大團結萬歲)라고 쓰여 있다(1949년 건국 당시에는 정체자로 "중화인민공화국 만세 중앙인민정부 만세"(중국어 정체자: 中華人民共和國萬歲 中央人民政府萬歲, 간체자: 中华人民共和国万岁 中央人民政府万岁)라고 쓰여 있었으나, 그 다음 해인 1950년에 오른쪽의 구호가 현재의 내용으로, 1956년부터 왼쪽 구호의 '萬'과 오른쪽 구호의 '團'과 '萬'이 간체자로 바뀌는 과도기를 거치다가 1964년부터는 간체자로 완전히 바뀌었다. 또 1970년에는 목제에서 금속제로 바뀌었다.).
천안문을 그 역사적 상징성 때문에 중국 근현대사의 중대사들이 많이 일어난 장소인데, 1925년에 중화민국의 국민당 정부가 들어섰을 때에는 천안문에 쑨원의 초상화가 걸렸으며, 1945년에는 일본에 맞서 승리한 것을 기념하기 위하여 당시 총통이었던 장제스의 초상화가 걸렸다. 1949년 7월 7일에는 2차 중일전쟁에서 승리한 것을 기념하기 위해 주더와 마오쩌둥의 초상화가 나란히 걸렸으며, 1949년 10월 1일 이래는 오직 마오쩌둥(멀뚱)의 초상화만 걸렸다. 초상화는 매년 교체되며, 지금까지 마오쩌둥 이외 인물의 초상화가 천안문에 걸린 경우는 드물다. 1953년에 소련의 스탈린이 사망했을 때 그를 기리기 위하여 잠시 스탈린의 초상화를 걸어놓은 적이 있다.
타이완섬의 중화민국 측에서 당시 마잉주 총통의 측근이 중국 통합의 의미로, 그리고 중화민국 건국 100주년을 기념하며 하루 동안만 마오쩌둥의 초상화를 내리고 쑨원의 초상화를 걸어놓자고 제안하였으나, 중화인민공화국 측에서 이를 거절하였다.
천안문 앞에는 해자가 있고, 아직도 물이 차있으며 그 앞에 장식용 분수가 있다. 왕조기의 천안문은 베이징 황성의 가장 중요한 문으로써, 영정문, 정양문, 중화문을 거쳐야 들어갈 수 있는 문이었다. 천안문 뒤에는 단문이 버티고 있으며, 단문을 지나면 자금성의 공식적인 정문인 오문으로 들어갈 수 있다.

### 사건사고
초상화의 무게는 2톤에 달하며, 훼손당할 때마다 새로 붙여진다. 1989년의 톈안먼 사건 때에 분노한 학생들이 계란으로 마오쩌둥(멀뚱)의 초상화를 훼손하였는데, 이후 이 학생들은 감옥으로 보내졌고 17년 후인 2006년에 출소하였다. 2007년 5월 12일에는 한 실직자에 의하여 불이 붙었는데, 이로 인하여 초상화의 15% 가량이 불에 탔으며 얼마 지나지 않아 재복구되었다. 2010년 4월 5일에는 한 항의 시위자가 잉크 병을 던져 초상화 주변 벽을 맞추었다. 이 시위자는 얼마 지나지 않아 체포당했다.

## 같이 보기
- 1989년 톈안먼 사건(6·4 천안문 사건, 1989년)
- 톈안먼 광장
- 나는 베이징 천안문을 사랑해